# Köse Mihal
Köse Mihal (turco ottomano: كوسه ميخال, anche noto come Ghazi Mihal e Köse Mihal bin Abdüllah e nato Michele Kosses detto anche Michele il Glabro; Impero bizantino, ... – Impero ottomano, 1340) è stato un politico e militare bizantino naturalizzato ottomano, che divenne luogotenente del sultano ottomano Osman I dopo essersi convertito all'Islam, tradendo l'Impero bizantino in cui era nato e che aveva servito. È considerato il primo convertito di rilievo della storia ottomana e il capostipite della famiglia Mihaloğlu.

## Biografia
Köse Mihal, nato Michele Kosses, era in origine un greco bizantino a servizio dell'Impero bizantino come governatore di Chirmenkia, Lefke, Mekece e Akhisar.
Era noto per essere in buoni rapporti con il futuro primo sultano ottomano, Osman I, che supportò nelle sue mire espansionistiche a scapito dei popoli che premevano lungo i confini imperiali e per cui funse da intermediario e portavoce presso le popolazioni bizantine locali. Nel 1300, Osman, nel pieno delle sue campagne di espansione, invitò tutti i governatori bizantini locali a convertirsi all'Islam e a schierarsi con lui: Michele fu il più importante fra quelli che accettarono la sua offerta, assumendo il nome di Köse Mihal e il titolo di Ghazi e divenendo uno dei suoi luogotenenti, il primo noto di origini non musulmane. Le ragioni dietro tale decisione non sono note con certezza e sono variamente indicate, dall'influenza esercitata su di lui da Osman su di lui a un sogno profetico in cui fu invitato alla conversione dal profeta Maometto.
Mihal seguì Osman durante tutta la sua ascesa e, in seguito, restò al fianco del suo figlio ed erede Orhan, ricoprendo un ruolo importante durante la presa di Bursa del 1326. È considerato il capostipite della famiglia Mihaloğlu, che servì a lungo l'Impero ottomano come governatori e generali, in particolare in Rumelia.
Si stima che Mihal morì intorno al 1340, essendo ormai considerata frutto di un errore la tradizione che lo vede sopravvivere fino ad almeno il 1365 e prendere parte alla presa di Adrianopoli al fianco del figlio di Orhan, Murad I. Infatti, si crede che il Mihal Ghazi citato ad Adrianopoli sia piuttosto un nipote del primo Mihal.
Mihal è sepolto nel cimitero adiacente al complesso (Külliye) di Edirne, che fece restaurare nel 1322.

## Discendenza
Dopo essersi convertito, Mihal ebbe due figli:
- Mihaloğlu Mehmed Bey. Ha avuto due figli:
  - Mihaloğlu Ghazi Mihal Bey
  - Mihaloğlu Hizir Bey. Ha avuto quattro figli: 
    - Mihaloğlu Ali Bey. Sposò una nobile cristiana della Valacchia, Maria Craioveștii, ed ebbe cinque figli, il terzo dei quali era:
      - Mihaloğlu Mehmed Bey

    - Mihaloğlu Skender Pasha. Ha avuto due figli e una figlia:
      - Hürrem Pasha
      - Mustafa Pasha
      - Muhsine Hatun, che sposò il Gran Visir Pargali Ibrahim Pasha ed ebbe un figlio:
        - Mehmed Şah Bey

    - Mihaloğlu Ghazi Bali Bey
    - Mihaloğlu Mehmed Bey
- Mihaloğlu Yahşi Bey

## Eredità
La discendenza di Mihal continuò a ricoprire posizioni notevoli all'interno dell'Impero ottomano per diversi secoli, fra cui si ricordano i fratelli Ali e Skender Mihaloğlu e Hürrem Pasha, figlio di Skender. La sorella di Hürrem, Muhsine, sposò uno dei Gran Visir più potenti della storia ottomana, Pargali Ibrahim Pasha.
Il 5 dicembre 2020, il ministero della difesa nazionale turco dichiarò che la spada di Mihal era il più antico manufatto ottomano sopravvissuto, titolo precedentemente attribuito all'elmo di Osman I. La spada è attualmente esposta al Museo Militare di Istanbul.

## Cultura popolare
- Nella serie TV turca Kuruluş Osmancık (1988), Köse Mihal è interpretato da Ahmet Mekin[21].
- Nel film turco Killing the Shadows (2006), è interpretato da Serdar Gökhan.
- Nella serie TV turca Kuruluş: Osman (2019) è interpretato da Serhat Kılıç.